# Cristina Cabeza Gutiérrez
Cristina Cabeza Gutiérrez (Madrid, 2 de marzo de 1977) es un entrenadora de balonmano española y ex jugadora, que entrena al Handball Erice italiano.

## Entrenadora
Como entrenador profesional compaginó sus últimas temporada en el club alemán del DJK/MJC Trier con su rol de jugadora, consiguiendo salvarlo y reconducirlo en la potente bundesliga alemana. Su carrera en los banquillos, sin embargo, empezó antes, con su periplo por las categorías base de los equipos en los que jugaba.
Tras su primera experiencia volvió a España a entrenar al equipo madrileño del Balonmano Alcobendas, con el que consiguió el ascenso a la máxima división nacional en su primera temporada. En la temporada 2020 Cristina renunció a seguir entrenando en la comunidad madrileña. El equipo femenino saltó por los aires y acabó por renunciar a la Liga Guerrera Iberdrola. En su última temporada coincidió en los banquillos españoles con Montse Puche y Susana Pareja como únicas entrenadoras mujeres en la máxima división.
Cambió de aires y se mudó al banquillo del Liberbank Gijón donde disfrutó tres temporadas en la máxima división nacional, entre la 2020–21 y la 2022–23. Allí consiguió meter al equipo en competiciones europeas por primera vez en su historia. En febrero anunció que no seguiría en el banquillo gijonés pero a finales de marzo fue cesada cuando el equipo se posicionaba el octavo en la tabla clasificatoria y tras ganar solo un partido de los últimos 6 jugados.
En la temporada 2023–24 fichó por el Mecalia Atlético Guardés, cargo que compagina con su puesto de seleccionadora juvenil. En el banquillo coincide con Ana Seabra, que ejercerá de segunda entrenadora y forman la única dupla íntegramente femenina de la competición 2023–24. En febrero de 2024 se confirma la no continuidad en el banquillo miñoto para la siguiente temporada.
Tras un gran verano, en el que se proclama campeona del mundo con la selección juvenil, en el mercado de invierno sucede a Iñaki Aníz en el banquillo del Handball Erice italiano. En su primer año ganó la Copa de Italia.

### Clubes
- 2013 – 17: DJK/MJC Trier
- 2017 – 20: Balonmano Alcobendas
- 2020 – 23: Balonmano La Calzada
- 2023 – 24: Mecalia Atlético Guardés
- 2024-Actualidad: Handball Erice

### Títulos
- 1 x Coppa Italia (2025)[12]

### Selección nacional
Desde la temporada 2020 fue la seleccionadora nacional de la categoría Promesas, con la que se proclamó campeona del Open Europeo. En el año 2022 la Federación Española de Balonmano decidió continuar el proyecto de equipo nacional, dándole el testigo de la selección juvenil, junto a Pablo Perea. En 2024 levantó el título de Campeona del Mundo Juvenil en un torneo perfecto, dónde todos sus partidos se contabilizaron como victorias.

## Jugadora
Jugadora procedente de la cantera del clásico Club Deportivo Iplacea de Alcalá de Henares (del que salieron grandes jugadores como Rafael Guijosa o Demetrio Lozano) fue una finísima central, rápida y con mucha visión de juego, que jugó en el gran Vicar Goya de su periplo por la Liga ABF desde el año 1996 al 2007, el año más duro del equipo colegial en ABF. Después fichó por el Elche Mustang, donde dirigió al equipo ilicitano durante 5 años. Cuando decidió retirarse, con 35 años, empezó a sacarse el título de entrenadora y terminó su carrera como jugadora en el DJK/MJC Trier en la temporada 2013–14.
Tanto con el conjunto almeriense como con el ilicitano, Cristina jugó la EHF Cup (temporadas 2000 a 2002 con el Vicar Goya Almería y en el 2009–10 con el Elche).

### Clubes
- –1996: Club Deportivo Iplacea
- 1996 – 2007: Vicar Goya
- 2007 – 2012: Elche Mustang
- 2012 – 2013: DJK/MJC Trier.

## Vida
Cristina es diplomada en Magisterio, especializada en Educación Física, por la Universidad de Almería aunque solo ejerció, como coordinadora y monitora en un colegio de Elche (el CEIP Vicente Blasco Ibáñez) durante su periplo como jugadora del equipo ilicitano.